# Nephrotoma elgonica
Nephrotoma elgonica är en tvåvingeart som beskrevs av Alexander 1956. Nephrotoma elgonica ingår i släktet Nephrotoma och familjen storharkrankar.
Artens utbredningsområde är Kenya. Inga underarter finns listade i Catalogue of Life.